# Formalin
Formalin är en cirka 36-procentig lösning av formaldehyd i vatten. Ofta är metanol tillsatt som stabiliseringsmedel. Formalin är giftigt och har starkt desinficerande egenskaper och används som konserverings- och desinfektionsmedel. Som exempel kan nämnas blötdjur som lagts i formalin för konservering i undervisnings- och museisammanhang.  